# Alfons Baeyens (schilder)
Alphonsus (Alfons) Charlotte Leonardus Baeyens (Antwerpen, 16 november 1887 - Schoten, 31 juli 1954) was een Belgisch kunstschilder.

## Levensloop
Hij is een telg van de familie Baeyens die in 1911 de Antwerpse kostuumzaak Huis Baeyens stichtte.
Tijdens de Eerste Wereldoorlog vluchtte hij naar Nederland, waar hij werkzaam was te Leiden. Na de oorlog breidde hij samen met zijn broer Charles de zaak verder uit.
Begin 2008 verscheen op één de docuserie Verkleed over Huis Baeyens.

## Bekende werken
- Kerkgangers (1915)
- De Herengracht met de Lourisbrug en gezicht in de Groenesteeg (1918); Museum De Lakenhal, Leiden